# Lac Kaïáfa
Le lac Kaïáfa, en grec moderne : Λίμνη Καϊάφα est un lac naturel de l'Élide, près du village thermal de Kaïáfas, dans le Péloponnèse en Grèce.
Le lac, situé à côté de la mer, dispose d'eaux thermales et des activités sportives telles que le ski nautique sont également pratiquées dans ses eaux. Administrativement, il dépend de la ville de Zacháro, distante de cinq kilomètres. 
Il couvre une superficie de 1 500 ha, mesure près de trois kilomètres de long et sa profondeur maximale est de deux mètres. Dans le lac se trouve l'îlot d'Agía Ekateríni.
Il s'agit d'une zone humide, la deuxième zone humide importante du grand district régional d'Élide, après l'écosystème du parc national de Kotýchi-Strofyliá, situé à environ 50 km au nord. Elle est séparée de la mer par une partie de la forêt de pins, qui porte également le nom de Strofyliá, ainsi que par des formations particulières de dunes de sable. L'écosystème a subi d'importants dommages dus aux déchets et au braconnage illégal, qui a atteint des proportions incontrôlées, à l'exploitation forestière illégale et aux activités sportives sur le lac.
Le lac aurait été créé aux alentours du VIe siècle, après un important tremblement de terre.